# ZEGG

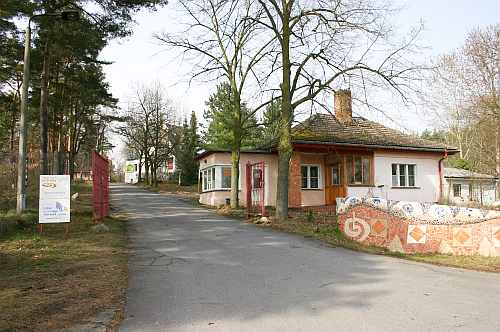
ZEGG-Belzig

ZEGG (Zentrum für experimentelle Gesellschaftsgestaltung o Centro para el diseño cultural experimental) es una ecoaldea ubicada en las afueras de Bad Belzig, Alemania, a unos 80km al Suroeste de Berlín, Alemania.
ZEGG es una comunidad intencional y un centro de seminarios internacional enfocado a desarrollar e implementar modelos prácticos para una forma de vida social y ecológicamente sostenible. Para ello, integra trabajo para el crecimiento personal, el establecimietnod e una cooperativa y un modo de vida ecológico así como la participación en el ámbito político. En particular, ZEGG se centra en explorar nuevas formas de abordar el amor y la sexualidad y ha desarrollado herramientas para la expresión personal y la construcción de confianza dentro de grandes grupos, incluyendo el ZEGG Forum.
ZEGG fue fundada en 1991 en un área de 15 hectáreas, donde unas 100 personas viven actualmente, incluyendo quince niños y jóvenes. Las instalaciones en el terreno incluyen: una planta depuradora, un sistema de calefacción neutro, un huerto orgánico, algunos edificios de barro, una sala de meditación, estudios para artistas, talleres, una casa para invitados, un edificio para los niños y otras habitaciones e instalaciones para eventos y seminarios.